# Носатка ребристая
Носатка ребристая, или носаточка ребристая, или циксия ребристая (лат. Cixius nervosus) — вид равнокрылых насекомых из семейства циксиид.
Чёрного цвета с светло-жёлтыми грудью и ногами. Передние крылья прозрачные с тёмными жилками и двумя бурыми поперечными полосками у корня. Длина тела 5—7 мм. 
Живёт во всей средней и южной Европе и встречается часто летом на лугах и среди кустарников.